# Podabrus towadanus
Podabrus towadanus là một loài bọ cánh cứng trong họ Cantharidae. Loài này được Takahashi & Okushima in Takahashi, Okushima & Ichita miêu tả khoa học năm 1999.